# Biblioteca do Património da Biodiversidade da Europa

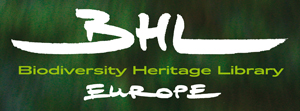
Logo do projeto BHL-Europe

A Biblioteca do Património da Biodiversidade da Europa (Biodiversity Heritage Library for Europe, BHL-Europe) era um projeto a 3 anos (2009-2012) da União Europeia destinado à coordenação da digitalização da literatura sobre a biodiversidade. Envolveu 28 grandes museus de história natural, jardins botânicos e outras instituições europeas. BHL-Europe foi fundada em Berlim em Maio de 2009 e considera-se como um projeto parceiro europeu do Biodiversity Heritage Library (BHL) do projeto, que foi fundada em 2005 e inicialmente formado por 10 (desde 2009, 12) nos Estados Unidos e bibliotecas britânicas.
A BHL-Europe era uma rede de melhores práticas, financiada pela Comissão Europeia. Componentes importantes foram a coordenação da digitalização e a criação de infra-estrutura adequada, bem como a consolidação de vários projetos de digitalização europeos no âmbito de um portal centralizado e multilingüe. O objetivo era tornar disponível a literatura digitalizada em Acesso livre e licenças Creative Commons, e melhorar a sua pesquisabilidade (usando OCR).
A BHL-Europe era também responsável pela criação de estruturas para armazenamento a longo prazo de informação digital (durabilidade de dados digitais).

## Composição da BHL-Europe
Os seguintes 28 instituições foram os membros fundadores do consórcio da BHL-Europa em Maio de 2009 em Berlim:
- Museum für Naturkunde (Berlim) (liderança do projeto)
- Museu de História Natural de Londres
- Museu Nacional de Praga
- Biblioteca Digital Europeia Foundation (Europeana)
- Angewandte Informationstechnik Forschungsgesellschaft AIT (Graz)
- Atos Origin Integração França (Paris)
- Freie Universität Berlin
- Universidade da Göttingen (projeto AnimalBase)
- Naturhistorisches Museum (Viena)
- Oberösterreichische Landesmuseen (Linz)
- Museu e Instituto de Zoologia, Academia Polaca de Ciências (Varsóvia)
- Museu de História Natural Húngaro Budapeste
- Universidade de Copenhague
- Naturalis (Leiden)
- Jardim Botânico Nacional da Bélgica - Meise
- Museu Real da África Central (Tervuren)
- Instituto Real Belga de Ciências Naturais
- Biblioteca Nacional da França (Paris) (projeto Gallica)
- Museu Nacional de História Natural (França) (Paris)
- Consejo Superior de Investigaciones Científicas (Madrid)
- Università degli Studi di Firenze
- Real Jardim Botânico de Edimburgo
- Species 2000
- John Wiley & Sons
- Smithsonian Institution (Washington)
- Missouri Botanical Garden (St. Louis)
- Universidade de Helsinque
- Humboldt-Universität zu Berlin